# 韋爾希夫卡 (扎波羅熱州)
47°35′28″N 36°44′24″E / 47.59111°N 36.74000°E
韋爾希夫卡（烏克蘭語：Верхівка）是位於烏克蘭東南部的村莊，由扎波羅熱州波洛希區的羅濟夫卡市鎮負責管轄。該村始建於1899年，面積0.22平方公里，海拔高度170米，2001年人口23，人口密度每平方公里104.6人。